# Ferchland
Ferchland is een plaats en voormalige gemeente in de Duitse deelstaat Saksen-Anhalt, en maakt deel uit van de Landkreis Jerichower Land.

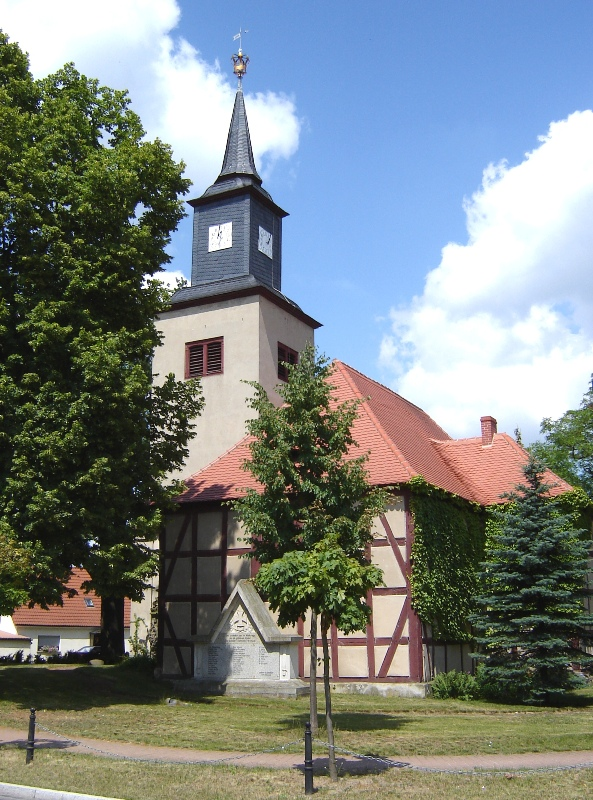
Kerk in Ferchland

Ferchland telt 700 inwoners.